# Diego Cocca
 Diego Martín Cocca (Buenos Aires, 2 de novembro de 1972) é um treinador e ex-futebolista argentino. Atualmente comanda o Valladolid. 
No dia 17 de agosto, foi anunciado como novo treinador do Millonarios, da Colômbia.
No dia 22 de Dezembro de 2016, retorna ao Racing Club, clube pelo qual foi campeão Argentino em 2014 quebrando um jejum de 13 anos sem títulos.

## Títulos
Racing
- Campeonato Argentino: 2014

Atlas
- Campeonato Mexicano: 2021 (Apertura), 2022 (Clausura)
- Campeón de Campeones: 2022